# 252-й гвардейский мотострелковый полк
252-й гвардейский мотострелковый орденов Суворова и Александра Невского полк (сокр. 252 мсп, в/ч 91711) — тактическое формирование Сухопутных войск Российской Федерации. Находится в составе 3-й мотострелковой дивизии.
Формирование входило в состав 90-й гвардейской танковой дивизии (с 1985 г. — 6-й гвардейской мотострелковой) Северной группы войск. Пункт постоянной дислокации в период Холодной войны — город Борне-Сулиново (Польская Народная Республика).

## История
252-й гвардейский мотострелковый полк ведёт свою историю от 1094-го стрелкового полка 325-й стрелковой дивизии (1-го формирования). 20 мая 1943 года полк был переформирован в 272-й гвардейский стрелковый полк 90-й гвардейской стрелковой дивизии.
В 1945 году полк переформирован в 84-й гвардейский механизированный полк (в/ч 15332) 26-й гвардейской механизированной дивизии.
25 июня 1957 года переименован в 252-й гвардейский мотострелковый полк (в/ч 15332) в составе 36-й гвардейской танковой дивизии.
На 1990 год полк базировался в польском городе Борне-Сулиново в составе 6-й гвардейской мотострелковой дивизии (формирования 1985 года). На вооружении полк имел 40 танков Т-80, 129 БМП (107 БМП-1, 20 БМП-2, 2 БРМ-1К), 18 2С12, 2 БМП-1КШ, 2 ПРП-3, 3 РХМ, Р-145БМ, 2 ПУ-12, 3 МТП-1, 1 МТ-55А.
Полк расформирован при выводе 6-й гвардейской мотострелковой дивизии из Польши.
В 2016 году 252-й гвардейский мотострелковый орденов Суворова и Александра Невского полк (в/ч 91711) вновь сформирован в г. Богучар.

### Вторжение России на Украину
В 2022 году полк принимает участие в войне с Украиной. В середине марта Украина сообщила, что украинские силы нанесли полку тяжелые потери под Изюмом Харьковской области, уничтожив 30 % живой силы и техники полка. Украина также сообщила о гибели командира полка полковника Игоря Николаева. Губернатор Рязанской области подтвердил гибель полковника.
Осенью 2022 года после начала мобилизации полк пополнили свежемобилизованными, которых после слабой двухнедельной подготовки слабовооруженных отправили на передовую под обстрел. Рота, куда зачислили мобилизованных, понесла потери, обеспечения провизией не было, закончились еда и патроны. Из роты 95 человек 30 человек уехало на машине, оставшиеся 39 военнослужащих были вынуждены идти пешком 190 километров до Старобельска. Командование части не имело представления о местонахождении роты. Военнослужащих хотят обвинить в дезертирстве.

## Командиры полка
- 10.2016 - 10.2017 полковник Руслан Водождок
- 2021 - 15.03.2022 полковник Игорь Николаев[12]